# 哈拉馬河

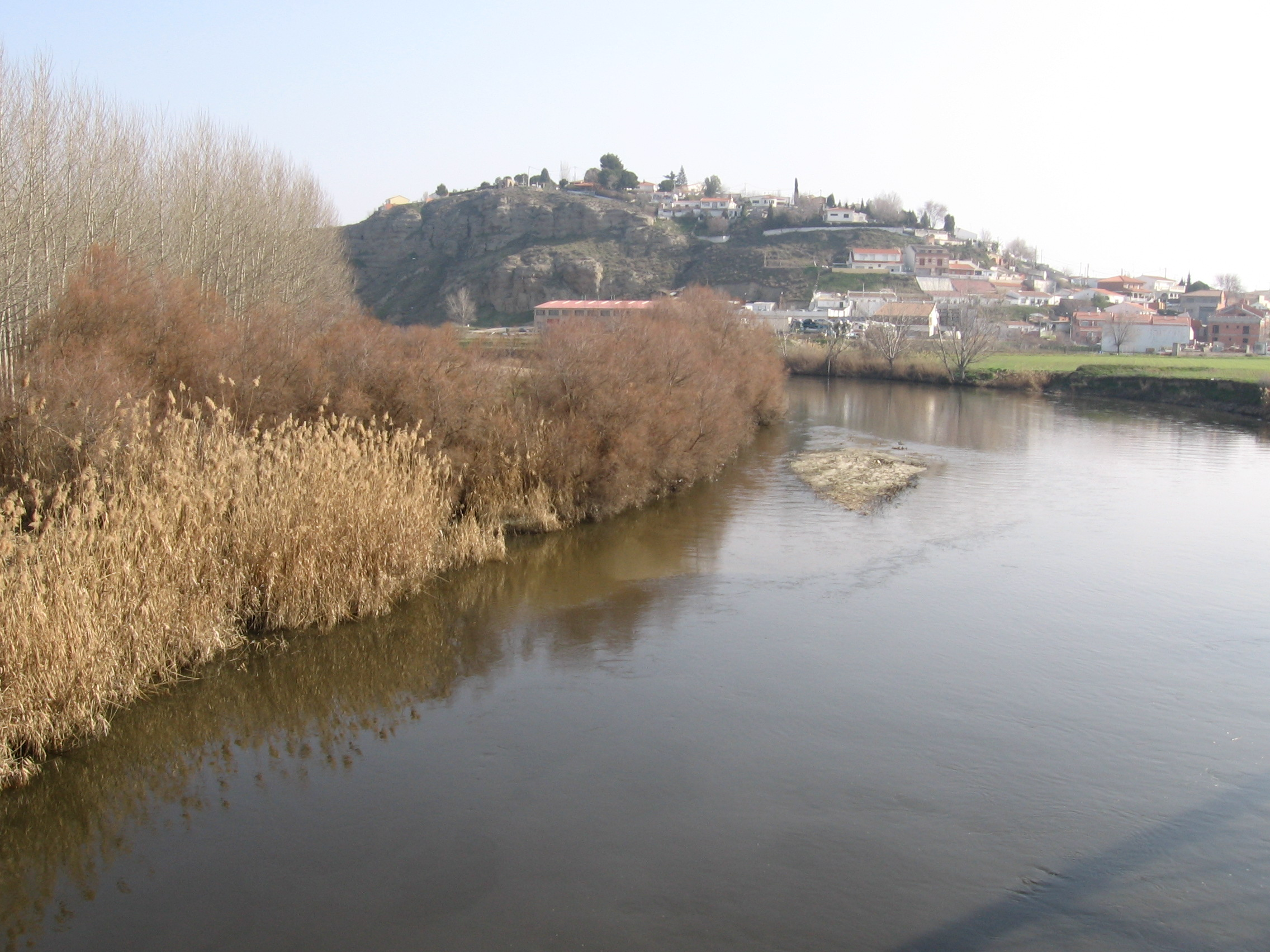
哈拉馬河

哈拉馬河（西班牙語：Río Jarama）是西班牙的河流，位於該國中部，屬於塔霍河的右支流，河道全長190公里，集水區面積5,047平方公里，支流有曼薩納雷斯河。